# Tarhin
Tarhin (arab. ترحين) – wieś w Syrii, w muhafazie Aleppo. W 2004 roku liczyła 392 mieszkańców.